# Buchwald-Hartwig-Kupplung

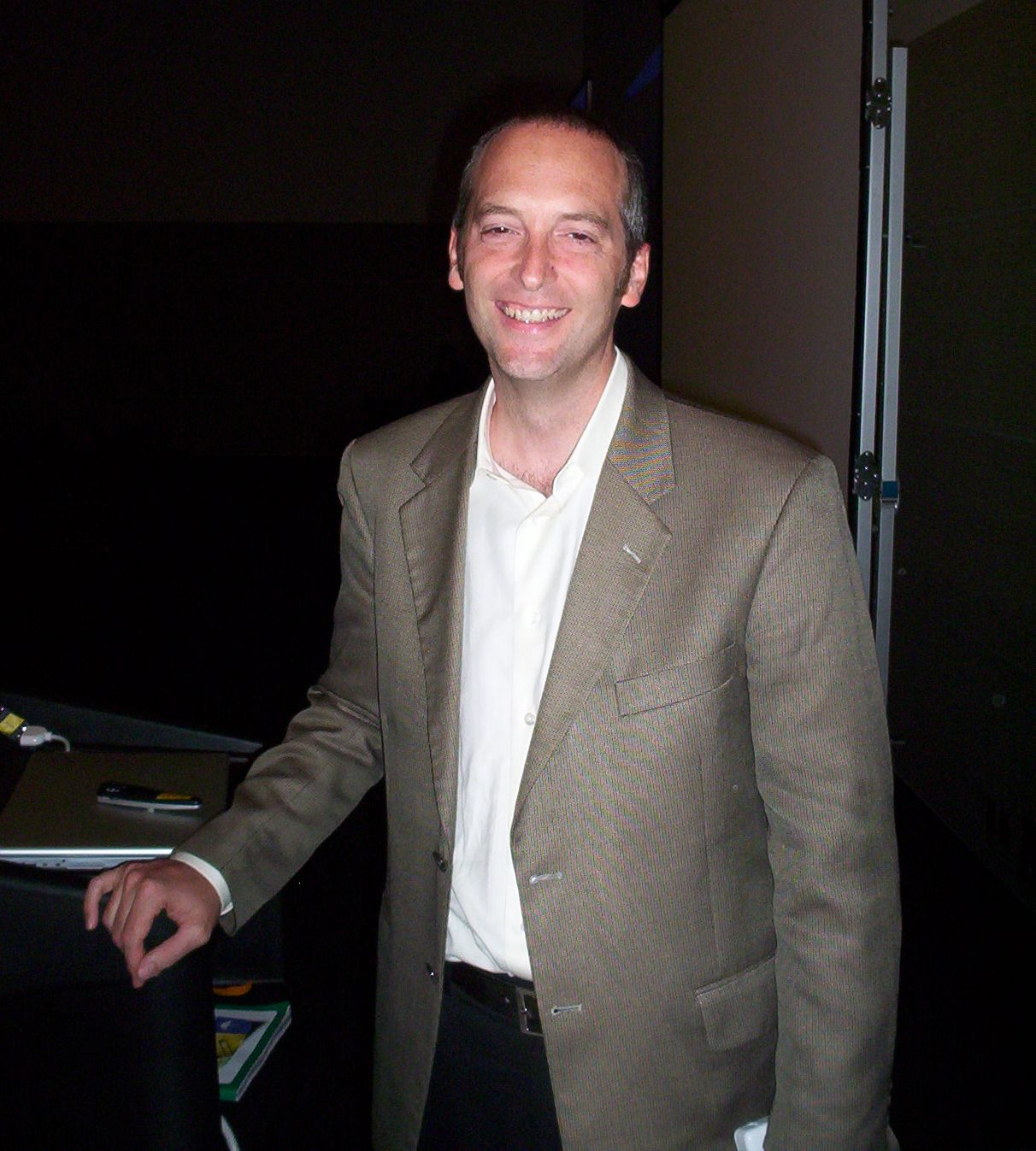
John F. Hartwig, einer der Entdecker der Buchwald-Hartwig-Kupplung.

Die Buchwald-Hartwig-Kupplung ist eine Reaktion aus dem Bereich der Organischen Chemie. Sie wurde im Jahre 1994 gleichzeitig von den Gruppen um John F. Hartwig und Stephen L. Buchwald entwickelt. Die Reaktion beschreibt die palladiumkatalysierte Kupplung eines Arylhalogenids oder -triflats mit einem primären oder sekundären Amin in Anwesenheit einer Base.
Als Katalysator werden Palladiumkomplexe verwendet (M = Pd), wobei es sich bei den Liganden (L) meist um Phosphane handelt. Auch Tris(dibenzylidenaceton)dipalladium(0) wird als Katalysator verwendet. Als Basen werden meist Bis(trimethylsilyl)amide oder tert-Butanolate verwendet.

## Reaktionsmechanismus
Durch Oxidative Addition (Schritt A) des Arylhalogenids 2 an den Paladium(0)-Katalysator 1 bildet sich der Komplex 3. Der Komplex 5 bildet sich entweder, indem die Chlorid-Gruppe direkt durch das Amin verdrängt wird (Schritt B), oder aber indem sich der Komplex 4 als Zwischenstufe bildet (Schritt B'). Das Arylamin 6 entsteht dann durch reduktive Eliminierung (Schritt C), wobei 1 regeneriert wird.